# Eastman (Georgia)
Eastman es un pueblo ubicado en el condado de Gwinnett en el estado estadounidense de Georgia. En el censo de 2000, su población era de 5.440.

## Demografía
En el 2000 la renta per cápita promedia del hogar era de $23,604, y el ingreso promedio para una familia era de $30,500. El ingreso per cápita para la localidad era de $14,332. Los hombres tenían un ingreso per cápita de $27,292 contra $20,497 para las mujeres.

## Geografía
Eastman se encuentra ubicado en las coordenadas 32°11′52″N 83°10′45″O / 32.19778, -83.17917 (32.197760, -83.179271).
Según la Oficina del Censo, la localidad tiene un área total de 13,2 km² (5,1 mi²), de la cual 13,2 km² (5,1 mi²) es tierra y 0,3 km² (0 mi²) (1.20%) es agua.